# Vág, Győr-Moson-Sopron
Vág  este un sat în districtul Csorna, județul Győr-Moson-Sopron, Ungaria, având o populație de 527 de locuitori (2011). 

## Demografie
Componența etnică a satului Vág
     Maghiari (96,68%)
     Germani (2,21%)
     Necunoscut (1,11%)
     Alții (1,11%)
Componența confesională a satului Vág
     Romano-catolici (70,59%)
     Reformați (4,55%)
     Fără religie (2,47%)
     Luterani (1,71%)
     Necunoscută (20,68%)
     Alte religii (1,33%)
Conform recensământului din 2011, satul Vág avea 527 de locuitori. Din punct de vedere etnic, majoritatea locuitorilor (96,68%) erau maghiari, cu o minoritate de germani (2,21%). Apartenența etnică nu este cunoscută în cazul a 1,11% din locuitori.  Din punct de vedere confesional, majoritatea locuitorilor (70,59%) erau romano-catolici, existând și minorități de reformați (4,55%), persoane fără religie (2,47%) și luterani (1,71%). Pentru 20,68% din locuitori nu este cunoscută apartenența confesională.